# قائد كشفي
القائد الكشفي أو المستطلع يشير بصفة عامة إلى زعيم كبار المدربين للوحدة الكشفية المصطلحات المستخدمة تختلف من بلد إلى آخر، مع مرور الوقت، ومع نوع من الوحدة.